# Yves Allégret
Yves Allégret (álneve: Yves Champlain) (Párizs, 1905. október 13. – Párizs, 1987. január 31.) francia filmrendező, forgatókönyvíró, rendező-asszisztens. Testvére Marc Allégret volt.

## Életpályája
1936-ban Léo Joannon társrendezője volt. 1941-től önálló játékfilmkészítő volt Yves Champlain néven. Tehetsége a második világháborút követően bontakozott ki. 1963-ban Magyarországon is dolgozott; itt készítette el az Émile Zola-regény nyomán írt Germinal jelentős részét.
Éveken át segédrendező volt Marc Allégret, Jean Renoir és Fejős Pál mellett. Eleinte a dokumentáris alkotásokkal jelentkezett, majd forgatókönyvet írt, s Jean Aurenche-sal reklámfilmeket forgatott. Realista alkotó volt. Műveinek alaphangulata sok esetben kesernyésen pesszimista.

## Magánélete
1944–1949 között Simone Signoret (1921–1985) francia színésznő volt a párja. Egy lányuk született: Catherine Allégret (1946–) színésznő.

## Filmjei

### Filmrendezőként
- Szép kis fürdőhely (1949)
- Csoda csak egyszer történik (1951)
- A hét főbűn (1952)
- Vágyakozás (1953) (forgatókönyvíró is)
- Amikor a nő zavarba jön (1957)
- Nagyravágyó asszony (1959)
- Germinal (1963)
- A szavanna fia (1977)

### Forgatókönyvíróként
- Az emigráns (1939)
- A menekülő asszony (1940)

### Rendezőasszisztensként
- Ifjúság (1935)
- Mezei kirándulás (1936)

## Díjai
- Velencei Filmfesztivál Bronz Oroszlán-díja (1953) Vágyakozás
- a Karlovy Vary-i Nemzetközi Filmfesztivál legjobb rendezői díja (1956)
- Cézár-díj (1987)